# Дорожній тест AASHO

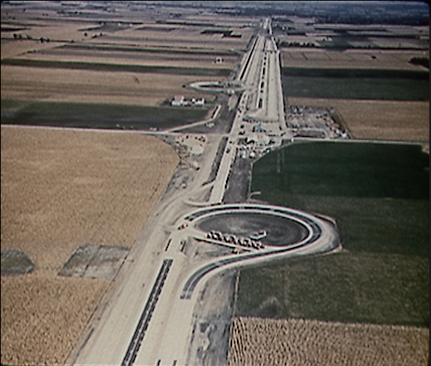
Випробувальна ділянка дороги.
(Згодом перебудована в автомагістраль I-80).
Петля на передньому плані — східний кінець треку № 6. Біля перехрестя — тимчасові адміністративні будинки. Перемичка петлі слугує паркувальним майданчиком..

Дорожній тест AASHO (англ. AASHO Road Test) — серія натурних експериментів, виконаних Американською асоціацією державних службовців автомобільних доріг (AASHO) у 1958—1960-х роках в Оттаві (Іллінойс). Мета експериментів — «вивчення поведінки дорожнього покриття та елементів конструкцій мостів під дією рухомого навантаження певної величини і частоти». Їх вважають першими натурними експериментами, у процесі яких досліджували, як автомобілі зношують та руйнують дорожнє покриття та мости. Результати експериментів використані при встановленні автомобільних податків та плануванні витрат на утримання доріг.
Тест AASHO є найдорожчим за всю історію будівництва — 27 млн доларів (271 млн у цінах 2021 року) і вважається найамбітнішим дорожнім випробуванням ХХ століття. 126 вантажних автомобілів та сідлових тягачів із напівпричепами протягом 25 місяців і вдень і вночі, за будь-якої погоди безперервно курсували на тестових треках. За цей час авто 1 114 000 разів проїхали кільцевими маршрутами і загалом подолали 17 млн миль (27,4 млн кілометрів).
Проєктування дорожніх покриттів та мостів для автомагістралей США базуються на результатах тестів AASHO, багато інших країн світу також використали ці результати у своїх нормативних документах.

## Історія

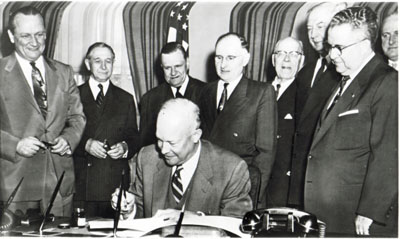
Президент Ейзенхауер підписує білль про федеральну підтримку міжштатних автомагістралей.
Крайній праворуч (видно лише частину обличчя) — конгресмен Джордж Гайд Фаллон (George Hyde Fallon), який на посаді голови Комітету громадських робіт (Committee on Public Works) втілював цю програму у життя.

У середині минулого століття відбулися зміни у дорожньому транспорті. Вантажівки стали більш важкими та потужними, значно підвищилася інтенсивність руху легкових авто. Виникла нагальна потреба у плануванні та спорудженні державних та міждержавних мереж швидкісних доріг із покриттям, здатним витримувати великі навантаження. США перші відреагували на транспортні потреби.
1954 року президент США Дуайт Ейзенхауер підписав першу редакцію білля про федеральну підтримку спорудження системи міжштатних автомагістралей (англ. Federal Aid Highway Act of 1954). У ньому пропонувалося виділити 175 млн доларів на спорудження сучасних доріг. Проте цей білль був відхилений конгресом, оскільки між федеральним урядом та штатами не був узгоджений розподіл фінансування.
Через два роки Ейзенхауер знову озвучив проблеми доріг у своєму щорічному виступі «Про становище країни». У червні 1956  року президент підписав новий варіант білля (англ. Federal Aid Highway Act of 1956). На цей раз конгрес схвалив поданий документ. На 12-річний проєкт (1957—1969) виділено 25 мільярдів доларів, що повинно було вистачити на 66 000 км автомагістралей. Цим же законом засновувався Дорожній трастовий фонд (англ. Highway Trust Fund), що мав збирати податки на пальне, і зазначалося, що автомагістралі будуть платними і плата буде збиратися за пройдений шлях (англ. pay-as-you-go).
На Бюро громадських доріг (англ. Bureau of Public Roads — BPR, тепер — Федеральна адміністрація автодоріг — FHA) була покладена відповідальність за збирання та розподіл коштів на будівництво. Зокрема, необхідно було вирішити — скільки повинні сплачувати власники вантажівок і скільки — власники легкових авто. На той час було зрозуміло, що вантажівки більше пошкоджують дорожнє покриття у порівнянні з пасажирськими авто, але було невідомо, наскільки більші ці пошкодження у числовому еквіваленті.
До 1958 року Каліфорнійське число несучості здатності (англ. California bearing ratio — CBR) було єдиним стандартним методом проєктування дорожніх одягів. Метод враховував лише три параметри — навантаження, опірність основи і загальну товщину дорожнього одягу. Вже тоді спеціалісти визнавали, що цих параметрів недостатньо для адекватного розрахунку одягів, але інших методів не було. Випробовування за програмою WASHO (1954), що коштували 3 млн доларів, показали, що товщина шару асфальтобетону впливає на міцність та довговічність одягів. При однаковій загальній товщині, дорожні одяги з дводюймовимовим шаром асфальту були майже вдвічі міцніші за однодюймові покриття. А у цементобетонних покриттях постійною проблемою була міцність основи і ламкість кутів.
Френк Тернер (англ. Frank Turner), головний інженер, і Тед Холмс (англ. Ted Holmes), директор відділу досліджень та планування для BPR, звернулися за допомогою до Ради досліджень автомобільних доріг (англ. Highway Research Board, тепер — англ. Transportation Research Board). Вони змогли переконати помічника директора HRB Вільяма Н. Кері (англ. William Carey) та директора HRB Фреда Бурграафа (англ. Fred Burgraaf), що необхідні масштабні дорожні випробування. Альф Джонсон (англ. Alf Johnson), тодішній виконавчий секретар AASHO, зміг залучити до проєкту 48 штатів. Це не було вельми складно, оскільки уряди всіх штатів хотіли мати автомагістралі і збирати з них податки.
Кері, який колись був головним інженером при випробуваннях WASHO, запропонував дослідити різні типи і конструкції дорожніх одягів. За підтримки Холмса ця пропозиція увійшла до програми випробувань. Впливові спонсори експериментів — Інститут асфальту (англ. Asphalt Institute) та Асоціація портландцементу (англ. Portland Cement Association — PCA) наполягли на тому, щоб метою тестів не було порівняння цементобетонних та асфальтобетонних покриттів. Їх мали випробовувати цілком незалежно і різними групами дослідників.
Ідея дорожніх випробувань була не нова. Ще у 1950—1951-х роках у Ла-Плата (Меріленд) за участі 11 штатів проводилися випробування бетонних покриттів під дією вантажівок із різними осьовими формулами (англ. Road Test One-MD). 1954 року в Айдахо силами західних штатів (теж 11) здійснювалися дорожні тести WASHO. Треті тести, що планували провести у Міссісіпі, відмінили на користь ширших тестів AASHO. Вже в 1951 році розроблені перші ескізи тестів. Майже п'ять років їх оновлювали — додавали треки, смуги руху, мости, збільшували кількість автомобілів, розширювали план експерименту. 1952 року була затверджене місце проведення тестів — між Оттавою та Ласалл.

## Спорудження треків

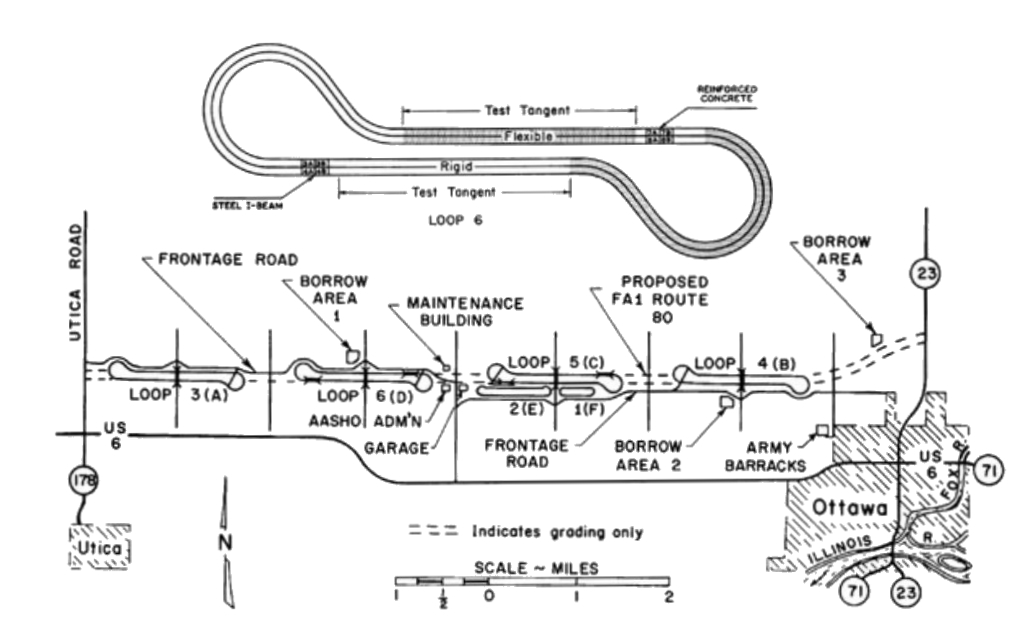
Схема тестових ділянок

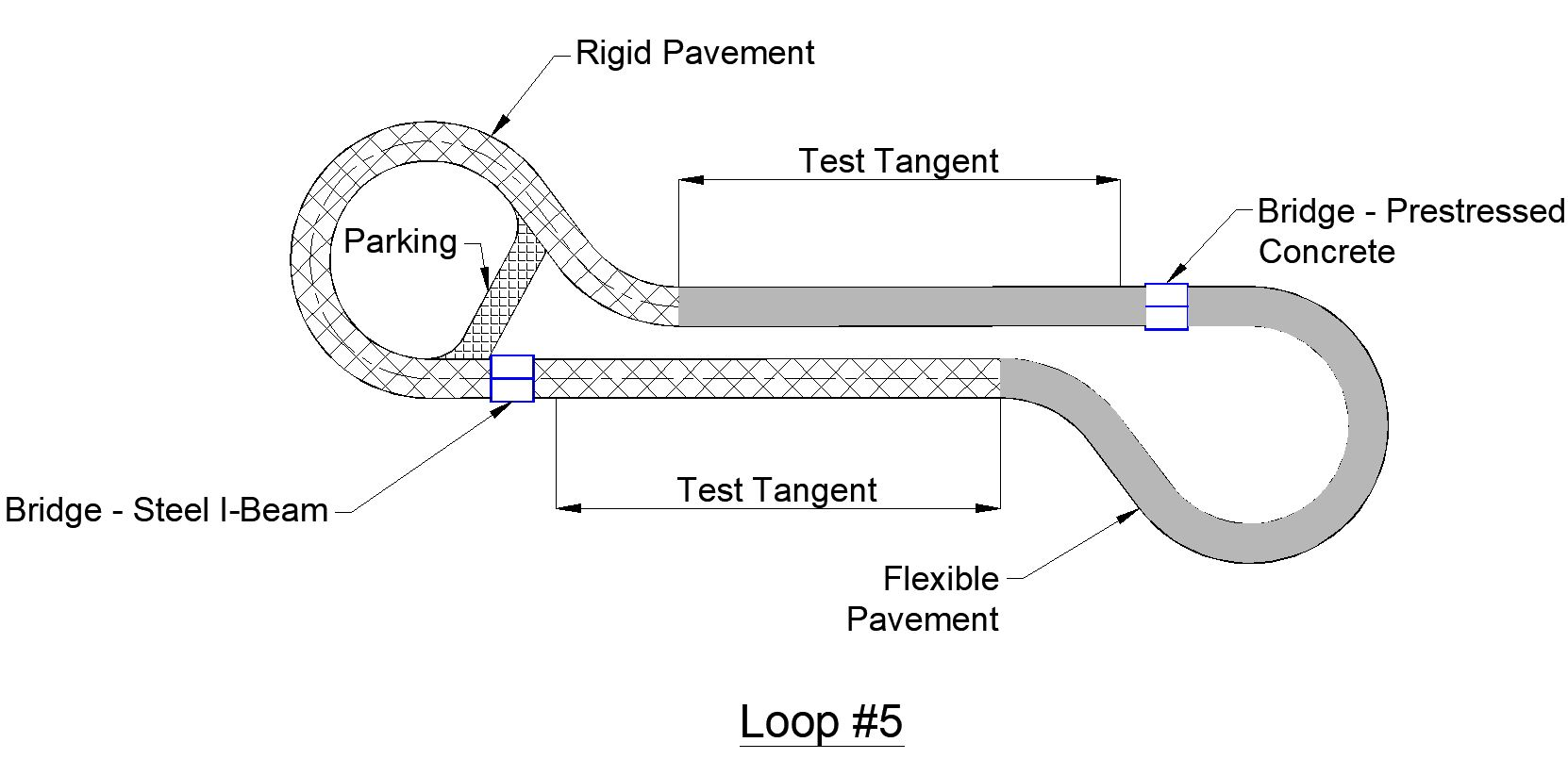
План треку № 5

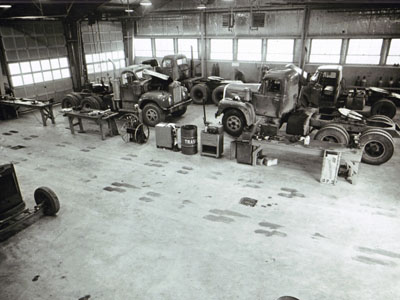
Автомайстерня

Кілька організацій фінансували дорожній тест:
- Американське бюро громадських доріг (BPR)[en],
- Департамент оборони,
- Асоціації виробників автомобілів[en],
- Американський нафтовий інститут,
- Американський інститут сталевих конструкцій[en].

Свій внесок зробили також кілька зарубіжних країн та різні американські транспортні асоціації та асоціації виробників дорожніх матеріалів.
Керування проєктом здійснювала Рада дорожніх досліджень Національної академії наук. Місцем для тестових ділянок була вибрана пряма ділянка майбутньої автомагістралі I-80 на північному заході міста Оттава (Іллінойс). Кліматичні та ґрунтові умови відповідали значній частині території США.
У квітні 1955 розпочалися геодезичні вишукування і майже рік був витрачений на викуп ділянки землі шириною 100 м для спорудження поворотних рамп треків — зони відведення для майбутньої автомагістралі було для цього недостатньо.
Спорудження тестових майданчиків розпочалося у серпні 1956-го. Взимку 56/57 роботи були призупинені, а навесні додатково залучені сотні робітників, інженерів і студентів із навколишніх університетів, щоб закінчити будівництво треків цього ж літа. На ділянці, протяжністю 8 миль (13 км), було збудовано шість кільцевих треків різної довжини. Кожен трек був незалежний, мав дві смуги руху і форму інтеграла з двома кінцевими круговими рампами, радіусом 60 м (рампи треку № 2 мали радіус  12 м). У кожному треку біля однієї з рамп була споруджена перемичка, яка слугувала паркувальним майданчиком. Рампи мали віражі, достатні для руху зі швидкістю 68 км/год. Трек № 1 мав пряму форму.
Прямі ділянки треків згодом стали частиною автомагістралі I-80.
Треки № 3,4,5 і 6 були довшими (прямі ділянки довжиною 6800 футів, або 2073 м) і призначалися для випробування осьовим навантаженням від 12000 до 30000 фунтів (відповідно, 5443 та 13608 кг). Конструкції дорожнього покриття та стан ґрунтової основи на цих трека були абсолютно однакові.
Трек № 2 (пряма ділянка довжиною 4400 футів, або 1341 м) випробовувався легкими вантажівками — від 2000 до 6000 фунтів (відповідно, 907 та 2722 кг).
Трек № 1 (пряма ділянка довжиною 2000 футів, або 610 м) призначений для випробування статичним та вібраційним навантаженнями, рухом малими швидкостями і для спостереження за впливом часу та погодних умов на старіння покриття. Через це його ще називали «Погодня петля» (англ. weather loop).
Кожен трек мав дві смуги руху. У перерахунку на одну смугу руху довжина треку № 3 була майже 11 км.
Кожен трек поділявся на тестові ділянки, яких загалом було 836, з різним типом і товщиною шарів дорожнього одягу та довжиною 120 футів (37 м) або 240 футів (74 м). 716 ділянок випробовувалися рухомим навантаженням. Комбінації типів покриттів були вузлами плану повного факторного експерименту, що дозволяло отримати аналітичні залежності для всіх проміжних конструкцій дорожнього одягу. Загалом кожен трек був наполовину асфальтобетонним (північна частина і східна петля) і наполовину цементобетонним (південна частина і західна петля). Випробовували також різні види узбіч, але вони не входили у факторний експеримент.
На треках № 5 і 6 були споруджені 16 мостів прогонами по 50 футів (15 м). 8 мостів були металевими, 4 — з ненапруженого залізобетону і 4 — з попередньо напруженого залізобетону. Конструкція мостів була полегшена, щоб отримати в елементах значно більші напруження, ніж у реальній практиці, і швидше довести їх до руйнування.
Поряд із тестовими треками були споруджені адміністративний будинок, лабораторії, гаражі та автомайстерні. Військове містечко, що отримало назву Wallace Barracks, розміщувалося на західній околиці Оттави, за один кілометр від треку № 4. У ньому були військові бараки, амбулаторія, їдальня, перукарня та інші побутові приміщення.
Саме спорудження треків було непростим завданням. 46 інженерів працювали одночасно над проєктом. Було задіяно 225 одиниць обладнання, вартістю понад 5 млн доларів, переміщено понад 1 млн кубометрів ґрунту. Потрібно було забезпечити контрольовані умови для всіх ділянок. Тому випробування розпочалися вже з першого дня будівництва. 30 працівників щоденно відбирали зразки ґрунту для контролю вологості та ступеня ущільнення. Конвеєрна сушилка з інфрачервоними випромінювачами, спеціально сконструйована для цих випробувань, дозволяла скоротити час висушування зразків із кількох годин до 23 хвилин. Загалом, контроль якості будівництва треків був набагато строгіший, ніж це прийнято для дорожніх споруд.

## Проведення тестів
На випробування було зібрано 27 мільйонів доларів у валюті 1956 року, це приблизно 271 мільйон доларів у перерахунку на 2021 рік. Низка дорожніх департаментів надали своїх спеціалістів. Виникли проблеми з водіями — у той час профспілки мали істотний вплив на ринку робочої сили і було б практично неможливо проводити цілодобові випробування з водіями від профспілок. Виручила армія США, яка надала військових водіїв. Це дозволило проводити випробування цілодобово і значно зменшити їх вартість. Окрім того, організатори вважали, що лише армійська дисципліна дозволить провести такі грандіозні випробування у стислі терміни.
Перші проїзди вантажівок відбулися 15 жовтня 1958 року і тривали до 30 листопада 1960. На офіційну церемонію відкриття треків було запрошено 200 гостей. Губернатор штату виголосив: «Сьогодні ми відкриваємо найважливішу ділянку гайвею в країні», — а президент AASHO додав: «Це великий день для автодорожнього транспорту Сполучених Штатів і всього світу.». Пролунали армійські салюти і вантажівки рушили треками.
Випробування здійснювалося військовослужбовцями транспортного корпусу армії США на автомобілях, закуплених для цих тестів. У розпорядженні військових були двовісні (Dodge, Diamond T, White Motor Company, GMC) та тривісні тягачі (Kenworth, Mack, International).
Майже всі водії були вже наприкінці своїх термінів служби, яким залишалося 3—4 місяці до демобілізації. Більшість із них не мали прав (англ. licence) військових водіїв тому вони проходили короткотермінові курси водіння вантажівок. Для запланованого одного мільйону проїздів по треках часу було обмаль, тому 126 вантажівок із бетонними блоками курсували треками 18 годин 40 хв на добу. Решту часу проводилися виміри. Згодом, щоб досягнути одного мільйона проїздів, довелося проводити тестування усі дні тижня і збільшити кількість вантажівок на одну смугу від шести до десяти.
На треку № 2 курсували лише легкі вантажівки, на інших треках — сідельні тягачі, причому на кожен наступний трек загальна вага тагача з причепом збільшувалася на 10—15 тонн.
Всього було здійснено 1 114 000 проїздок по треках і мостах. На кожному треку постійно чергував сержант, який керував розкладом руху автомобілів, інтервалом, вів облік кількості проїздів. Військові вищого рангу регулярно проїжджали треки разом із водіями вантажівок, перевіряючи інтервали та траєкторію руху, стан покриття дороги. Вони могли вчасно помітити несправності автомобілів або сонних водіїв, запобігаючи тим самим аваріям. Водії повинні були дотримуватися інтервалу 240—300 м, рухатися всі в одному напрямку — проти годинникової стрілки і не обганяти один одного, навіть якщо хтось зупинився з якоїсь причини. Авто рухалися по двох смугах в одному напрямку. Перехід з одної на іншу заборонявся, мінімальна віддаль між авто на сусідніх смугах встановлена близько 50 м. Один з автомобілів на треку мав записуючий спідометр і задавав швидкість руху для решти авто — 35 миль/год на прямих ділянках і 25 миль/год на кругових рампах (відповідно, 56,3 км/год і 40,2 км/год).
З першого ж дня почалися неприємності на треках. Вже через кілька хвилин після урочистої церемонії відкриття, ще до початку проїздів, один із водіїв невдало зістрибнув з підніжки кабіни і стукнувся головою об землю. Після обстеження в амбулаторії зміг вернутися за кермо. А ще через годину один із трейлерів перевернувся, коли водій намагався з'їхати на паркувальну ділянку. Водій відбувся легким переляком, 24 тонни бетонних блоків були розкидані навколо треку, а саме авто довелося списати. Цього вже було занадто для військового керівництва і всі операції були зупинені на два тижні, поки йшло розслідування причин «Чорної середи» і реорганізація процедури випробувань. Як наслідок, усі водії пройшли додаткове тренування, щоб бути більш обізнаними з властивостями вантажівок. Бетонні блоки на кузовах та причепах були перекладені, щоб понизити центр ваги.
Військові водії працювали у три зміни. Кожні 50 хв надавалася 10-хвилинна перерва, проте умови роботи залишалися важкими. Від одноманітної їзди (рух по кільцевому маршруту, незмінна швидкість, відсутність пасажирів, одноманітний ландшафт) вони швидко втомлювалися і могли заснути за кермом. В одного водія від перевтоми навіть з'явилися галюцинації. Особливо складною була їзда вночі. Треки не освітлювалися, було видно лише фари авто та далекі вогні фермерських господарств. Форма треків у вигляді інтегралу та напрямок руху спеціально були вибрані, щоб уникнути прямого осліплення. Проте були випадки, коли водії починали панікувати, коли бачили світло фар. Втім, аварій через осліплення не було.
Незабаром після початку випробувань, у всіх авто були встановлені радіоприймачі, але вони могли впевнено приймати сигнал лише з однієї радіостанції в Чикаго, та й то не завжди. Водіям було наказано відразу зупинятися, якщо вони відчували дрімоту, а кількох недисциплінованих водіїв взагалі усунули від випробувань. Практикувалися ротації водіїв, коли вони у перервах пересідали в інші машини, щоб хоч трохи урізноманітнити умови роботи.
Загалом під час експериментів відбулася 141 аварія. Більшість аварій були незначними, проте у двох випадках — перекидання на круговій рампі та зіткнення із зупиненим авто — загинуло двоє водіїв. В обох випадках причиною визнали засипання водіїв.
Малі вибоїни, що утворювалися на покритті треків, часто не ремонтувалися і авто продовжували розбивати їх далі. Великі вибоїни або ремонтувалися, або перекривалися металевими листами, щоб не зупиняти процес випробування. Ходова частина автомобілів швидко зношувалася і механіки робили все можливе, щоб підтримувати авто у рухомому стані. І вони продовжували курсувати, видаючи звуки вщент розбовтаних механізмів.
Чотири мости зруйнувалися майже відразу і були перебудовані. Деякі мости виявилися настільки міцними, що потрібні були надважкі трейлери, щоб довести їх до руйнування. Всі мости були обклеєні сотнями тензометричних датчиків та оснащені десятками годинникових індикаторів для реєстрації напружень, деформацій та прогинів. Біля кожного моста стояв трейлер, заповнений підсилювальною апаратурою, осцилографами та самописцями.
225 осіб брали участь у вимірах, записах та аналізі фізичних характеристик, зокрема, поздовжнього і поперечного профілів дороги, шорсткості покриття, тріщиноутворення, вибоїн, колійності, стиків тощо. Спеціально виготовлені вібраційні механізми випробовували дорожні одяги та мости. Лабораторії працювали цілодобово, проводячи випробування матеріалів кожні 15 хв. Стаціонарна та пересувні лабораторії використовували радіостанції для координації роботи. Технічні засоби коштували загалом понад 1 мільйон доларів.
Персонал часто скаржився, що п'ять годин і 20 хв недостатньо для проведення вимірів та зняття показів датчиків, на що директор проєкту Уолтер МакКендрік (англ. Walter McKendrick, J) відповідав: «Беріть стільки часу, скільки вам потрібно, але через шість годин вантажівки будуть знову на треках».
Після завершення тестів, наступного року, паралельно з будівництвом автомагістралі I-80 вцілілі ділянки доріг та мостів доводилися до повного руйнування надвеликими навантаженнями. Такі навантаження, взагалі, не властиві для цивільного транспорту, але є звичайними для військової техніки.
Після завершення випробувань на треках 3—6 вони відразу стали будівельним майданчиком для автомагістралі I-80, а на треках 1 та 5 випробування продовжувалися ще 14 місяців. Польові лабораторії та офіс були закриті у січні 1962 року.

## Результати

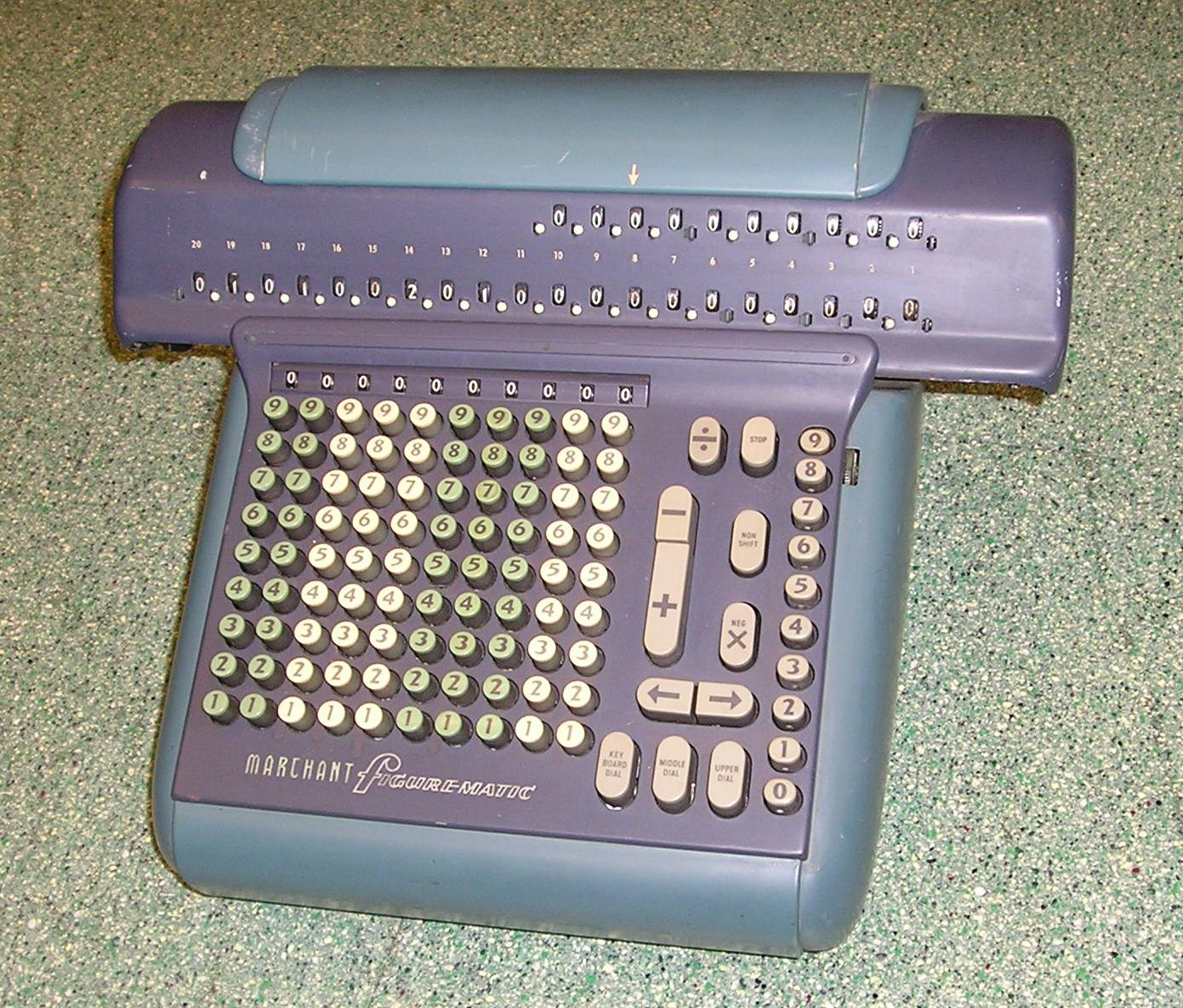
Механічний калькулятор «Marchant», що використовувався в ручних розрахунках.

Вперше в історії дорожнього будівництва результати тестів обробляли на комп'ютерах IBM і зберігали на перфокартах. Окрім того, результати польових вимірювань не записувалися вручну, а автоматично набивалися на перфострічку, що дозволило у десятки разів пришвидшити процес введення даних у комп'ютер. Утім, ручні розрахунки проводилися на механічних калькуляторах «Marchant».
Результати тесту дозволили встановити залежність між величиною навантаження на дорогу, накопиченою інтенсивністю руху та очікуваним терміном служби покриття. Результати випробування мостів практично збіглися з очікуваними і тому не змінили існуючі методи їх проєктування та будівництва. Але вони надали деякі аналітичні залежності між рухомим навантаженням та деформаціями елементів конструкцій.
Випробування прояснили, наскільки більший вклад важких авто у руйнування дороги у порівнянні з легковиками, зокрема, в утворенні та розширенні вибоїн у покриттях. Їх результати стали основою всіх сучасних проєктів доріг, особливо у Північній Америці. Були вироблені чіткі вимоги до конструкцій дорожнього одягу і їх терміну служби.
Через два роки після закінчення випробувань було опубліковане Тимчасове керівництво для проєктування жорстких дорожніх одягів (англ. AASHO Interim Guide for Design of Rigid Pavement Structures).
Отримані результати, з огляду на їх ґрунтовність та якість, були широко визнані у світі і відображені у багатьох національних дорожніх стандартах.
Попри протести організаторів випробувань, відразу після їх закінчення у популярній пресі розпочалася дискусія — який тип покриття кращий — цементобетонний чи асфальтобетонний. Ця дискусія серед нефахівців затягнулася майже на 20 років й інколи поновлюється і тепер.
Несподіваний бонус було отримано після завершення випробувань, коли вдалося продати всі авто за 2 млн доларів. Ці гроші пішли на фінансування наступних досліджень..

### Основні технічні результати

#### Товщина покриття
Експерименти вперше дали аналітичну залежність між товщиною покриття дороги і кількістю повторень навантажень (проїзду вантажівок) до повного руйнування покриття.

#### Еквівалентне (приведене) навантаження
Інженери-дорожники мали складнощі з інтерпретуванням осьових навантажень різного типу вантажівок. Одні методи враховували лише найбільше очікуване навантаження (наприклад, у методі CBR), інші, як, наприклад, Техаський метод (англ. Texas Design Method або англ. Texas Triaxial Method), брали до уваги середнє навантаження від 10 найважчих автомобілів. AASHO тест дав змогу вивести формулу залежності відносних пошкоджень покриття від величини навантажень та кількості проїздів автомобілів. Відразу після обробки результатів було запропоновано вживати еквівалентне (приведене) навантаження (англ. Equivalent Single Axle Load — ESAL). Обробка результатів дозволила встановити так званий закон четвертого степеня, за яким пошкодження, спричинені транспортними засобами, пропорційні осьовому навантаженню у четвертому степені. Наприклад, збільшення осьового навантаження на 10 % у першому наближенні відповідає збільшенню руйнівної дії на покриття на 40 %.
Принцип зведення навантаження від автомобілів до стандартної десятитонної осі (з урахуванням закону четвертого степеня) використовується практично у всіх країнах світу, навіть там, де проєктування дорожнього одягу виконують іншими методами. У нормативних документах СРСР використовувався показник степені, рівний 4,4, що створювало трохи більший запас міцності, ніж в американських нормах.

#### Індекс справності дорожнього покриття (PSI)
До часу проведення AASHO-тесту не існувало чіткого визначення терміну «відмова дорожнього покриття» (англ. pavement failure), або критерію, коли дорожнє покриття стає непридатним для проїзду. За результатами тестів Пол Ірік (англ. Paul Irick) та Білл Кері (англ. Bill Carey) розробили концепцію «індексу справності» (англ. present serviceability index — PSI) і запропонували визначення працездатності дорожнього покриття, як «накопичену інтенсивність руху до певного рівня PSI». Цей рівень встановлено за «непридатний». Індекс справності (PSI) пов'язує непридатність дорожнього покриття безпосередньо з якістю проїзду, а також прийняття чи задоволення користувачів дороги.
Щодва тижні група експертів оцінювала стан дорожнього покриття на кожній дослідній ділянці. Оцінка була суб'єктивною, лише з точки зору споживача (водія). Експерти не мали жодної інформації про конструкцію дорожнього одягу, осьове навантаження і кількість проїздів, що вже було виконано. Вони не користувалися жодними вимірювальними приладами. Експерт оцінював лише якість покриття за п'ятибальною шкалою і його придатність для експлуатації (проїзду). Виявилося, що зі зростанням кількості проїздів оцінка стану (середнє значення PSI) зменшувалася від 4—5 до 1,5—2 балів. При PSI=2,5 половина експертів вважала стан покриття неприйнятним, а при PSI=1,5 всі експерти вважали неможливим використання дороги. Цей показник не можна вважати комплексним, оскільки він оцінює лише стан покриття без урахування коефіцієнта зчеплення, міцності, стану узбіччя, укосів, ширини проїзної частини тощо. Проте, після статистичної обробки результатів суб'єктивних експертних оцінок і результатів вимірів пошкоджень покриття дороги вдалося вивести емпіричну формулу для PSI. Тобто, для всіх наступних оцінок стану покриття вже не потрібно було експертів, а лише виміри накопичених деформацій та дефектів.
Формула для розрахунку індексу PSI нежорсткого покриття:
{\displaystyle PSI=5.03-1.91log(1+SV)-1.38(RD)^{2}-0.01(C+P)^{1/2}},
де {\displaystyle SV} — показник рівності покриття, {\displaystyle C} — довжина тріщин, фут/1000 фут² покриття, {\displaystyle P} — площа ямкового ремонту, фут²/1000 фут², {\displaystyle RD} — середня глибина колії, дюйм.
Ця ж формула у метричній системі:
{\displaystyle PSI=5.03-1.91log(1+SV)-0.214(RD)^{2}-0.01(0.305C+P)^{1/2}},
де {\displaystyle SV} — показник рівності покриття, {\displaystyle C} — довжина тріщин, м/1000 м² покриття, {\displaystyle P} — площа ямкового ремонту, м²/1000  м², {\displaystyle RD} — середня глибина колії, см.
За цією шкалою, стан покриття при PSI>3,5 — відмінно, 2,5—3,5 — добре, 1,5—2,5 — задовільно, менше 1,5 — незадовільно.

### Додаткові випробування
Окремо були виконані також кілька незалежних випробувань, що не входили у початкову програму AASHO. Більшість із них здійснювалася іншими агенціями за сприяння та участі персоналу AASHO. Найбільш значимі з них:
- Випробовування обладнання для радіаційного контролю властивостей матеріалів, наприклад, вологості ґрунту, його щільності, міцності цементобетону.
- Випробування обладнання для неруйнівного визначення глибини зимового промерзання.
- Психо-фізіологічні дослідження умов роботи водіїв.
- Дослідження жорсткості покриття вібраційними механізмами.
- Випробування дорожнього покриття динамічними методами.

## Критика
Фахівці, що виконували експерименти, самі згоджувалися, що тест AASHO не є ідеальним і всеосяжним. Серед обмежень вони називали лише один вид ґрунтової основи для всіх дорожніх конструкцій — суглинок, лише одна кліматична зона випробувань і обмеженість у часі, лише один вид асфальтобетонної та цементобетонної сумішей.
Попри переважно схвальні відгуки цивільних спеціалістів на тест AASHO і його результати, військові інженери-будівельники опублікували технічний звіт, у якому цей тест був ґрунтовно розкритикований.
Протягом 1962—1966 років були намагання якось звести докупи результати тесту AASHO та існуючу модель розрахунку дорожнього одягу за методом Каліфорнійського числа несучої здатності. Всі ці спроби зазнали невдачі, оскільки основним завдання тестів було вивчення впливу транспортних засобів на інтенсивність руйнування дорожніх одягів. Завдання розрахунку не розглядалося і тому не було проведено достатньо вимірювань і випробувань для вироблення нового методу розрахунків. У своєму вельми критичному звіті військові інженери зазначали, що
- Недостатньо даних про міцнісні властивості матеріалів дорожнього одягу. Результати тестів не можуть бути використані для покращення методу розрахунку покриттів, який використовувався інженерними військами;
- Існують переконливі свідчення, що послаблення несучої здатності ґрунтової основи у період післязимового розморожування має значно більший вплив на руйнування дорожнього одягу, ніж це було виявлено у тесті AASHO;
- Висновок про лінійну залежність між товщиною асфальтового чи бетонного покриття та кількістю проїздів до руйнування не є переконливим. Морозостійкість основи та її стабільна міцність при зволоженні значно послаблюють цю залежність, аж до її повного зникнення;
- Індекс справності покриття (англ. Present serviceability index — PSI), за яким оцінювався стан дорожнього покриття, базується на параметрах, які не можуть бути використані для проєктування покриття. PSI не враховує навантаження на вісь авто, колісну формулу, тиск у колесах, міцність матеріалів, загальну товщину дорожнього одягу. Це робить практично неможливим кореляцію з існуючими методами розрахунків;
- Метод PSI також не розділяє короткочасні дефекти покриття, які швидко стабілізуються, або можуть бути легко виправлені відразу, і дефекти прогресивного накопичення, які усуваються лише капітальним ремонтом. Це слід мати за найістотніший недолік методу PSI.

Критики також зазначають, що результати тестів є дійсними лише за певних умов випробування з урахуванням часу, місця, середовища та властивостей матеріалу. Екстраполяція даних в інші умови була «проблематичною». Інші дослідження з різним успіхом намагалися уточнити результати або шляхом подальших емпіричних досліджень, або шляхом розробки математичних моделей.
Окремо слід зазначити, що на суб'єктивне оцінювання PSI сильно впливає конструкція підвіски автомобіля, стан амортизаторів, тип автошин, конструкція сидіння водія та пасажира. Тому відтворення шкали PSI на сучасних автомобілях вимагало б формули з іншими коефіцієнтами.
Одне із найбільш серйозних зауважень було висловлено у документі Департаменту транспорту США «Всебічне дослідження розміру та ваги вантажних автомобілів» (англ. Comprehensive Truck Size and Weight Study (2000)), де зазначалося, що «закон четвертого ступеня» насправді не є вірним. Для більшості видів дорожніх покриттів ця залежність є ближчою до третього ступеня. Втім, це зауваження не спричинило коректування якихось нормативів чи розрахунків.

## Значимість експериментів

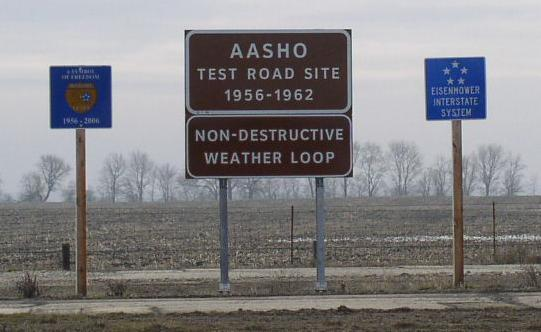
Пам'ятний знак на місці треку № 1 («Погодня петля»).
На цьому треку спостереження продовжувалися до 1962 року.
Перед знаком — ділянка з асфальтобетонним покриттям, позаду — з цементобетонним. Знімок зроблено з узбіччя автомагістралі I-80.
Знак ліворуч («A SYMBOL OF FREEDOM») встановлювався на автомагістралях США в ознаменування 50-річчя підписання Federal Aid Highway Act.

Результати дорожніх випробувань AASHO були використані для розробки керівництва з проєктування дорожнього покриття, вперше опублікованого у 1961 році як Тимчасовий посібник AASHO з проєктування дорожніх одягів, з основними оновленнями, виданими у 1972, 1986 та 1993 роках. Версія 1993 року все ще широко використовується у США та Канаді. Новий посібник, який спочатку планувалося випустити у 2002 році, ще перебуває на стадії розробки. Він став би першим керівництвом із проєктування дорожнього покриття AASHTO, яке б не базувалося на результатах тестів AASHO.
Іншим прямим результатом випробувань стали нові стандарти забезпечення якості будівництва доріг у США, які застосовуються і сьогодні.
Дослідження AASHO все ще є найбільш часто цитованим дослідженням на цю тему і практично жодні вказівки щодо проєктування дорожніх одягів у Північній Америці не обходяться без згадок AASHO-тестів.
У ретроспективі тест AASHO був, мабуть, наймасштабнішим і найважливішим дорожнім експериментом 20-го століття. У такому обсязі він ніколи більше не був повторений і став класикою дорожнього будівництва.
Результати тестів і зараз враховуються при проєктуванні доріг у всьому світі. Зокрема, це відображається у використанні приведеного еквівалентного осьового навантаження, концепції PSI, ефекту товщин шарів та їх міцності, у призначенні застосування стальних стрижнів та розміщення швів у бетонних покриттях. Хоча ці експерименти прямо не змінили методи розрахунків дорожніх одягів, все ж вони стали основою для подальших досліджень. Вони вперше успішно продемонстрували важливість математичних методів у дорожньому будівництві, зокрема, математичного планування експериментів і методів статистичного аналізу.
У ході експериментів майже 200 спеціалістів пройшли 6-місячне тренування, більшість із них згодом зайняли високі посади у Федеральній адміністрації доріг. Загалом у перспективі це значно підвищило рівень компетентності керівного складу дорожніх структур.
У Радянському Союзі проведення експериментів AASHO та їх результати майже не висвітлювалися у технічній літературі.
Лише у книзі В. Ф. Бабкова «Развитие техники дорожного строительства» кількома реченнями був згаданий AASHO-тест і його значимість для дорожнього будівництва. У сучасній українській технічній літературі вони не згадуються.
Від AASHO треків залишилося лише кільце № 1 — єдиний трек, що не мав форми інтеграла. На ньому продовжували проводити експерименти кілька наступних років після завершення основних тестів. Будівлі гаражів, ремонтної майстерні та офіс, що розміщуються на перетині автомагістралі І-80 та дороги 12th Rd, після незначних ремонтів використовуються для потреб Департаменту транспорту штату Іллінойс (англ. Illinois Department of Transportation). Військові бараки Wallace Barracks також збереглися майже у незмінному стані і слугують складами.
Робочі матеріали AASHO тестів (записники, журнали, знімки, перфострічки та перфокарти, магнітні стрічки комп'ютерів, скляні пластинки слайдів, креслення та схеми) зберігаються в архівному центрі Національного музею американської історії (Вашингтон).